# Droga wojewódzka nr 217
Droga wojewódzka nr 217 (DW217) -  droga wojewódzka w województwie  kujawsko-pomorskim o długości ok. 1 km, łącząca stację kolejową w Warlubiu z drogą krajową nr 91 (wcześniej drogą krajową nr 1).